# Rydberg, den skånske boxaren
Rydberg, den skånske boxaren är en dock-TV-serie, producerad av BLA Stockholm. Serien sändes 2001 som ett inslag i SVT:s ungdomsprogram Vera. Rydbergs röst görs av Petter Lennstrand. 
Rydberg dök först upp i TV-serien Janne och Mertzi, men fick senare sin egen TV-serie. Han har även dykt upp som gäst i avsnitt 16 av julkalendern Allrams Höjdarpaket.
I TV-serien För alla åldrar, från 2009 och 2011, dyker Rydberg upp som Åldersgränsarn som i olika avsnitt jobbar i olika butiker. När kunder kommer in i butiken, bestämmer han vilka varor de ska få köpa beroende på hur gamla de är. Oavsett vad de själva vill köpa.